# Nishada impervia
Nishada impervia är en fjärilsart som beskrevs av Walker 1864. Nishada impervia ingår i släktet Nishada och familjen björnspinnare. Inga underarter finns listade i Catalogue of Life.